# 日本看護協会
公益社団法人日本看護協会（にほんかんごきょうかい、英: Japanese Nursing Association）は、保健師・助産師・看護師・准看護師の看護職能団体。
2020年（令和2年）度の会員数は約76万人で、看護職の組織率は約5割と言われる。下部組織として、47の都道府県にそれぞの看護協会を持つ。厚生労働大臣の指定を受けて中央ナースセンターの業務も運営している。

## 遍歴
1946年（昭和21年）に連合国軍最高司令官総司令部の指導により、日本産婆会、日本帝国看護婦協会、日本保健婦会の3つの職能団体を統合する形で「日本産婆看護婦保健婦協会」として設立された。1951年（昭和26年）に現在の日本看護協会に改称。
1955年（昭和30年）に助産婦が日本助産婦会（現・日本助産師会）を設立して日本看護協会から独立、2011年（平成23年）4月1日、社団法人から公益社団法人へと移行した。
2024年、「日本看護協会・災害支援ナース」が第58回吉川英治文化賞を受賞。

## 事業
主たる活動として、看護職の専門技能の研修、雇用、労働条件の推進、訪問看護や在宅看護の推進から、災害時の救援活動、国際的な協力、支援活動など看護職の地位向上、活動領域の拡大とPRなどの活動を行っている。また看護師資格を有しながら、結婚、出産、育児などで離職した有資格者のための再就職の支援や専門技能の向上、認定看護師、専門看護師の養成、認定看護管理者の養成および認定の活動も行っている。看護職というくくりで一語で表現されてはいても、保健師・助産師・看護師では、その活動の場が異なるため、「保健師職能委員会」「助産師職能委員会」「看護師職能委員会」の３つの委員会組織を協会組織内に持ち、各々の活動を行っている。 
看護の質の向上のため、准看護師については、その養成教育を早期に打ち切るよう、日本国政府と日本医師会に求めている。

### 日本看護連盟との関係
日本看護協会に関連する政治団体として、日本看護連盟（看護連盟）の存在がある。看護協会は政策提言活動、看護連盟は政治活動と分担しながら共同して活動するとしている。
看護連盟の本部は看護協会本部ビル内にあり、各都道府県支部においても27府県支部が看護協会と同一所在地である。
日本看護協会は「看護職の地位向上・環境を改善するには政治の力が必要である」とし、「看護協会の目指す施策・制度・法律を実現」するために政治活動できる団体として1959年（昭和34年）の看護協会総会議決を経て看護連盟を創設した。それ以来、看護協会は看護連盟を通して国会議員を送り出して来た。看護連盟は自由民主党の支持団体として活動している。。2003年（平成15年）の政治資金収支報告書によると19万5500人の会員から9億7752万5千円を集め、日本医師連盟に次ぐ集金力を持っている。擁立した国会議員として阿部俊子衆議院議員、髙階恵美子参議院議員、石田昌宏参議院議員、木村弥生衆議院議員がいる。その他、地方議員を20名以上擁立している。

## 役員
業務執行理事、監事、地区理事、准看護師理事に大別される。
業務執行理事は、会長、副会長、専務理事、常務理事から構成される。
地区理事は47人選任されており、各都道府県に1人、理事が選任されている。

## 日本看護協会ビル

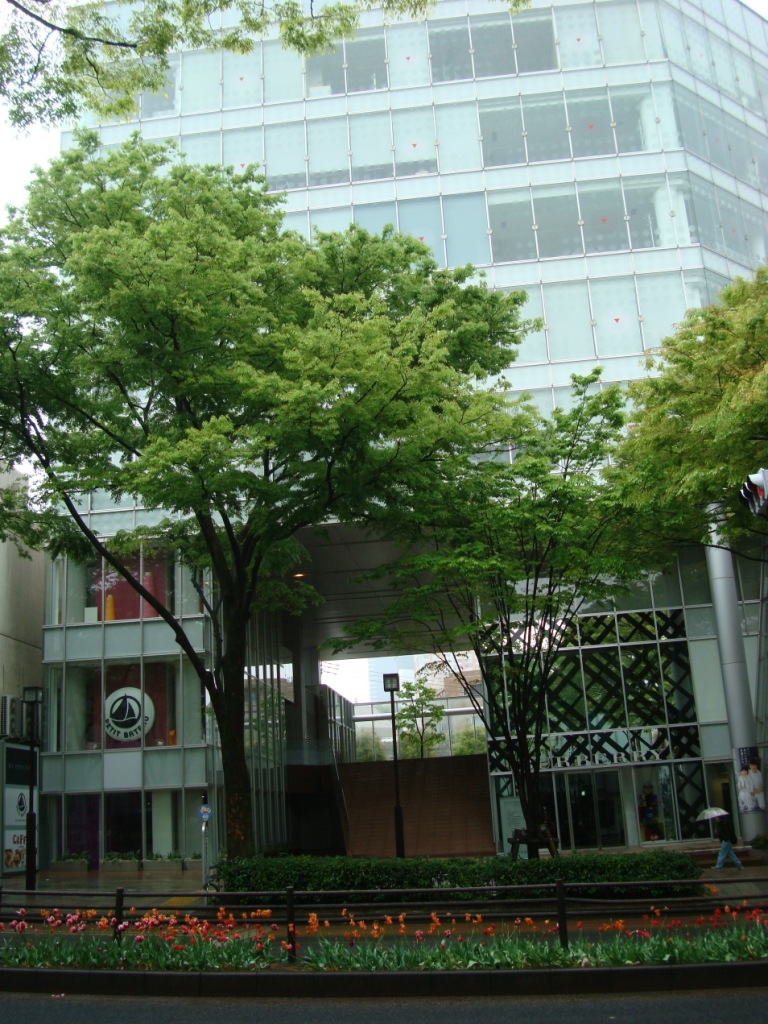
日本看護協会ビル
（日本看護協会原宿会館）

日本看護協会の本部は、協会が東京・表参道（渋谷区神宮前5丁目）に所有するビル「日本看護協会ビル（日本看護協会原宿会館）」にある。
現在のビルは2004年（平成16年）に竣工したもので、地上8階、地下2階建て、床面積8,077平米の規模である。建物の設計は建築家・黒川紀章が1999年（平成11年）に行ったもので、（1）壁面線の揃っている町並みに敢て、前面からカットバックするポケットパークを作る、（2）1、2階を店舗とすることにより、ショッピングストリートとの連続性を獲得する、（3）階段状に裏側に抜ける空間を作り、奥にカフェテラスを設置する、（4）協会が業務を終了した後でも直接アクセスできる地下オーディトリアムを設置する、といった事項（テーマ）が考慮されている。
現在のビルが完成する以前には、同じ場所に「日本看護協会会館」という、1957年（昭和32年）11月に竣工した5階建ての白い建物が建っていた。協会の前身である日本帝国看護婦協会は、東京・新宿の東京女子医科大学のそばにあった建物をアメリカ軍による空襲で焼失、新たな土地として選定されたのが現在地である表参道（当時の住所で渋谷区穏田）であった。この場所は原宿駅から徒歩圏内にある風致地区という好環境ながら、地価が坪3万円（当時）と比較的手頃であったことが選定の根拠だったという。